# Blaufarbenwerk Silberbach
Das Blaufarbenwerk Silberbach in Stříbrná (deutsch Silberbach) im böhmischen Teil des Westerzgebirges im heutigen Tschechien war ein Werk, das zur Herstellung von blauer Farbe aus kobalthaltigen Erz diente.  

## Geschichte
Bereits um 1601 betrieb Wolf Heinrich Geissler im Silberbachtal eine Schmelzhütte. Das Erz wurde in den Gruben am Eibenberg gefördert. Der Bach wurde für Zinnseifen genutzt. Das Holz zum Feuern der Schmelzöfen stammte aus den lokalen Wäldern.   
Die Schmelzhütte und das dazugehörige Wohngebäude wurden 1771 von Graf Franz Anton von Nostitz-Rieneck an den Bürgermeister von Platten Johann Joseph Morbach (1709–1777) verkauft. Morbach gestaltete die Pochmühle zu einer Farbmühle um, in dem er Kobaltfarben herstellen ließ. Möglicherweise unterhielt die Familie für den Absatz im Ausland in Frankfurt am Main ein Außenlager. In den historischen Seligenstädter Gäste- oder Löffelbüchern ist Maria Anna Morbach aus Platten eingetragen, die 1783 auf dem Weg nach Frankfurt war. Seit 1786 wurde in Silberbach auch Kupfer zu Drähten und Messing verarbeitet.  
Der Blaufarbenwerksbesitzer Philipp Morbach (1735–1808) setzte seinen Neffen Cajetan Grimm (1761–1835) als Farbmeister in Silberbach ein. Unmittelbar nachdem Philipp Morbachs zusätzlich zum Silberbacher Werk noch das untere Blaufarbenwerk in Breitenbach gekauft hatte, wechselte Cajetan Grimm 1807 von Silberbach als Farbmeister an das Breitenbacher Werk und trieb dort die Produktion voran. Das Blaufarbenwerk Silberbach wurde hingegen abgestoßen und vom jüngerer Bruder Ignaz Morbach 1809 an den Graslitzer Montanunternehmer Johann David Starck verkauft. Starck hatte bereits 1793 in der alten Gießerei in Silberbach eine Vitriolfabrik gegründet. In seinem Werk ließ er jährlich 100 t Farbe erzeugen und vor allem nach Köln und Holland absetzen. Die Erze wurden größtenteils aus Ungarn und Sachsen bezogen. 1837 wurde er für seine Verdienste in den erblichen österreichischen Adelstand erhoben. 
In den Werken der Starck’schen Unternehmen waren 1500 Arbeiter beschäftigt. Die Blau-Schmaltenfabrik in Silberbach existierte noch 1832. 1834 erzeugte man dort 572 Ztr. Farbe. 1837 wurde die Produktion gänzlich eingestellt. 1840 kaufte der Blaudruckwerkbesitzer Franz Poppa die Farbmühle in Silberbach. Sein Sohn der Müllermeister Martin Poppa baute die Farbmühle zu einer Getreidemühle um.